# Cistothorus stellaris
El cucarachero culibarrado o saltapared carrizalero (en México) (Cistothorus stellaris) es una especie de ave paseriforme de la familia Troglodytidae perteneciente al género Cistothorus; hasta el año 2021 era considerada una subespecie del cucarachero sabanero Cistothorus platensis. Nidifica en el noreste y migra hacia el sureste de América del Norte en los inviernos boreales.

## Distribución y hábitat
Nidifica desde el sur de Canadá (este de Saskatchewan, centro de Manitoba, sur de Ontario y sur de Quebec) hacia el sur en los Estados Unidos hasta el norte de Kentucky, este de Pensilvania y Nueva York; en los inviernos no reproductivos desde el este de Estados Unidos (Virginia) hacia el sur a través de los estados costeros hasta Texas y noreste de México (al sur hasta la costa del Golfo en Veracruz).
Nidifica entre juncos y pastizales altos en praderas húmedas, pajonales, cultivos abandonados, márgenes altas de lagunas y pantanos y humedales costeros. Generalmente evita terrenos con cobertura vegetal dispersa, baja o abierta, áreas inundadas o humedales dominados por totoras (Typha).
Durante los inviernos, después de la migración, pueden ser encontrados en una variedad de hábitats donde haya disponibilidad de insectos, como sabanas de pinos, praderas secas o húmedas, humedales y ciénagas.

## Sistemática

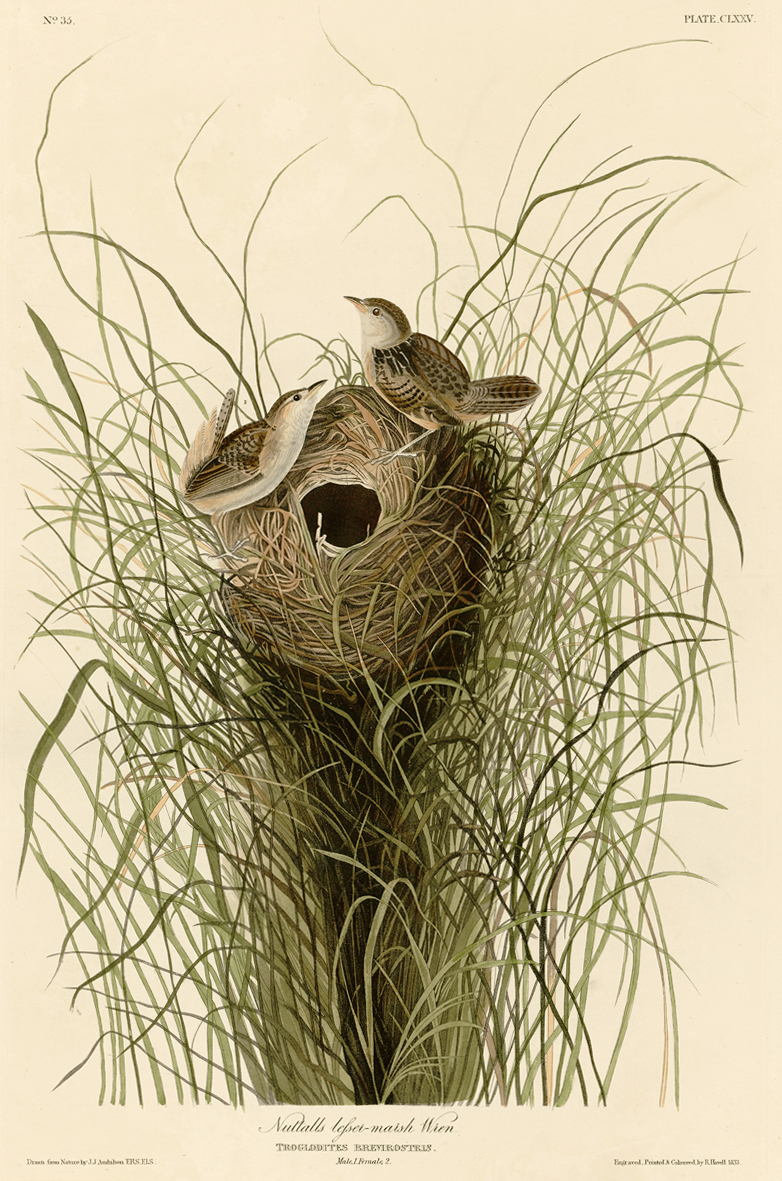
«Nuttall's lesser-marsh Wren» (Cistothorus stellaris), aves y nido, ilustración de John James Audubon en Birds of America, 1827-1838.

### Descripción original
La especie C. stellaris fue descrita por primera vez por el ornitólogo alemán Johann Friedrich Naumann en 1823 bajo el nombre científico Troglodytes stellaris; su localidad tipo es: «Carolina, Estados Unidos».

### Etimología
El nombre genérico masculino «Cistothorus» es una combinación de las palabras del griego «kistos» que significa ‘matorral’, y «thouros» que significa ‘saltando’, ‘corriendo’; y el nombre de la especie «stellaris» en latín moderno significa ‘estrellado’, ‘con estrellas’.

### Taxonomía
La presente especie, migratoria dentro de América del Norte, ya era considerada como especie separada por algunos autores anteriores y tradicionalmente como una subespecie de Cistothorus platensis, cuyas numerosas subespecies son residentes, por otros autores y clasificaciones; los estudios filogenéticos de Robbins & Nyári (2014) corroboraron la separación, que fue reconocida en las Propuestas N° 820 al Comité de Clasificación de Sudamérica (SACC) y 2021-C-3 al Comité de Clasificación de Norte y Mesoamérica (N&MACC). Es monotípica.